# Liste der Naturdenkmale in Orsingen-Nenzingen
| Naturdenkmale | Anzahl |
| ------------- | ------ |
| FND           | 3      |
| END           | 6      |
| Gesamt        | 9      |

Die Liste der Naturdenkmale in Orsingen-Nenzingen nennt die verordneten Naturdenkmale (ND) der im baden-württembergischen Landkreis Konstanz liegenden Gemeinde Orsingen-Nenzingen. In Orsingen-Nenzingen gibt es insgesamt neun als Naturdenkmal geschützte Objekte, davon drei flächenhafte Naturdenkmale (FND) und sechs Einzelgebilde-Naturdenkmale (END).
Stand: 1. November 2016.

## Flächenhafte Naturdenkmale (FND)
| Name                      | Bild | Kennung     | Einzelheiten       | Position | Fläche Hektar | Datum         |
| ------------------------- | ---- | ----------- | ------------------ | -------- | ------------- | ------------- |
| Kiesgrube Eichert         | BW   | 83350990028 | Orsingen-Nenzingen | ⊙        | 0,4           | 2. Dez. 1983  |
| Kiesgrube Seliger         | BW   | 83350990006 | Orsingen-Nenzingen | ⊙        | 0,9           | 29. Nov. 1994 |
| Umgebung Heidenschlößchen | BW   | 83350990005 | Orsingen-Nenzingen | ⊙        | 1,0           | 25. Apr. 1941 |
| Legende für Naturdenkmal  |      |             |                    |          |               |               |

## Einzelgebilde (END)
| Name                     | Bild | Kennung     | Einzelheiten       | Position | Fläche Hektar | Datum         |
| ------------------------ | ---- | ----------- | ------------------ | -------- | ------------- | ------------- |
| Kastanie                 |      | 83350990003 | Orsingen-Nenzingen | ???      | 0,0           |               |
| Linde                    |      | 83350990002 | Orsingen-Nenzingen | ⊙        | 0,0           | 5. Sep. 1984  |
| 1 Linde                  |      | 83350990008 | Orsingen-Nenzingen | ⊙        | 0,0           | 21. Okt. 1935 |
| 1 Linde                  | BW   | 83350990009 | Orsingen-Nenzingen | ⊙        | 0,0           | 21. Okt. 1939 |
| 1 Linde                  |      | 83350990011 | Orsingen-Nenzingen | ⊙        | 0,0           | 25. Apr. 1941 |
| 2 Linden                 | BW   | 83350990010 | Orsingen-Nenzingen | ⊙        | 0,0           | 21. Okt. 1939 |
| Legende für Naturdenkmal |      |             |                    |          |               |               |